# Чемпіонат Англії з футболу 1995—1996: Прем'єр-ліга
Англійська прем'єр-ліга 1995–1996 (англ. FA Premier League) — четвертий сезон англійської Прем'єр-ліги, заснованої 1992 року. Перед початком цього сезону було прийняте рішення про скорочення кількості клубів у Прем'єр-лізі з 22 до 20, тож на зміну чотирьом найслабшим командам ліги попереднього сезону підвищення у класі отримали лише дві найсильніші команди другого за силою англійського дивізіону. Відповідно суттєво скоротилася кількість матчів у сезоні — з 462 до 380.
Переможцем змагання вийшов «Манчестер Юнайтед», який повернув собі чемпіонський титул після однорічної перерви, ставши таким чином 10-разовим чемпіоном Англій та виборовши перемогу у 3 з 4 перших розіграшів Прем'єр-ліги. Протягом значної частини сезону боротьба за чемпіонське звання точилася між «Манчестером» та «Ньюкасл Юнайтед», причому перед першою очною зустріччю цих команд 27 грудня 1995 року «Ньюкасл» випереджав «червоних дияволів» на 10 очок. Втім решту сезону «Манчестер» провів впевненіше за «Ньюкасл», зокрема вигравши обидва очні протистояння (2:0 вдома та 1:0 у гостях). В результаті саме команда з Манчестера, завершила сезон на першій сходинці турнірної таблиці, відірвавшись від основного конкурента на 4 залікових бали. За тиждень після завершення чемпіонату відбувся фінал Кубка країни, в якому перемогу також здобули манкуніанці, оформивши таким чином в сезоні 1995–1996 дубль.

## Трансфери
Перед початком сезону клуби Прем'єр-ліги суттєво підняли щабель сум, що фігурували на англійському трансферному ринку. Зокрема, «Ліверпуль» встановив новий рекорд трансферного ринку Англії, придбавши нападника  «Ноттінгем Форест» Стена Коллімора за 8,4 мільйонів фунтів. Також відбувся найдорожчий на той час трансфер захисника — Воррен Бартон змінив «Вімблдон» на «Ньюкасл Юнайтед» за 4 мільйони фунтів. Лондонський «Арсенал» оновив клубний рекорд найдорожчого трансфера, придбавши за 7,5 мільйонів фунтів нідерландського нападника Деніса Бергкампа з міланського «Інтернаціонале». Нападник «Квінз Парк Рейнджерс» Лес Фердинанд обійшовся його новому клубу «Ньюкасл Юнайтед» у 6 мільйонів.

## Команди-учасниці
У змаганнях Прем'єр-ліги сезону 1995—1996 взяли участь 20 команд, включаючи 18 команд-учасниць попереднього сезону та дві команди, що підвищилися у класі з Чемпіонату Футбольної ліги.

## Турнірна таблиця
| М  | Команда                   | І  | В  | Н  | П  | МЗ | МП | РМ  | О  | Кваліфікація або пониження в класі           |
| -- | ------------------------- | -- | -- | -- | -- | -- | -- | --- | -- | -------------------------------------------- |
| 1  | «Манчестер Юнайтед» Ч     | 38 | 25 | 7  | 6  | 73 | 35 | +38 | 82 | Груповий раунд Ліги чемпіонів УЄФА 1996–1997 |
| 2  | «Ньюкасл Юнайтед»         | 38 | 24 | 6  | 8  | 66 | 37 | +29 | 78 | 1-й раунд Кубка УЄФА 1996–1997               |
| 3  | «Ліверпуль»               | 38 | 20 | 11 | 7  | 70 | 34 | +36 | 71 | 1-й раунд Кубка кубків УЄФА 1996–1997 1      |
| 4  | «Астон Вілла»             | 38 | 18 | 9  | 11 | 52 | 35 | +17 | 63 | 1-й раунд Кубка УЄФА 1996–1997               |
| 5  | «Арсенал»                 | 38 | 17 | 12 | 9  | 49 | 32 | +17 | 63 | 1-й раунд Кубка УЄФА 1996–1997               |
| 6  | «Евертон»                 | 38 | 17 | 10 | 11 | 64 | 44 | +20 | 61 |                                              |
| 7  | «Блекберн Роверз»         | 38 | 18 | 7  | 13 | 61 | 47 | +14 | 61 |                                              |
| 8  | «Тоттенгем Готспур»       | 38 | 16 | 13 | 9  | 50 | 38 | +12 | 61 |                                              |
| 9  | «Ноттінгем Форест»        | 38 | 15 | 13 | 10 | 50 | 54 | −4  | 58 |                                              |
| 10 | «Вест Гем Юнайтед»        | 38 | 14 | 9  | 15 | 43 | 52 | −9  | 51 |                                              |
| 11 | «Челсі»                   | 38 | 12 | 14 | 12 | 46 | 44 | +2  | 50 |                                              |
| 12 | «Мідлсбро»                | 38 | 11 | 10 | 17 | 35 | 50 | −15 | 43 |                                              |
| 13 | «Лідс Юнайтед»            | 38 | 12 | 7  | 19 | 40 | 57 | −17 | 43 |                                              |
| 14 | «Вімблдон»                | 38 | 10 | 11 | 17 | 55 | 70 | −15 | 41 |                                              |
| 15 | «Шеффілд Венсдей»         | 38 | 10 | 10 | 18 | 48 | 61 | −13 | 40 |                                              |
| 16 | «Ковентрі Сіті»           | 38 | 8  | 14 | 16 | 42 | 60 | −18 | 38 |                                              |
| 17 | «Саутгемптон»             | 38 | 9  | 11 | 18 | 34 | 52 | −18 | 38 |                                              |
| 18 | «Манчестер Сіті» Пн       | 38 | 9  | 11 | 18 | 33 | 58 | −25 | 38 | Пониження до Футбольної ліги                 |
| 19 | «Квінз Парк Рейнджерс» Пн | 38 | 9  | 6  | 23 | 38 | 57 | −19 | 33 | Пониження до Футбольної ліги                 |
| 20 | «Болтон Вондерерз» Пн     | 38 | 8  | 5  | 25 | 39 | 71 | −32 | 29 | Пониження до Футбольної ліги                 |

Оновлено після матчів 15 вересня 2012
Джерела: Barclays Premier League
Правила класифікації: 
1) очок; 2) різниця м'ячів; 3) кіл-ть забитих м'ячів.
1«Ліверпуль» кваліфікувався до Кубка володарів кубків УЄФА як фіналіст Кубка Англії, оскільки переможець цього турніру, «Манчестер Юнайтед», став учасником Ліги чемпіонів.
(Ч) = Чемпіон; (Пн)/(В) = Понижено в класі/Вибув; (Пв) = Підвищення в класі; (ПП) = Переможець плей-оф; (Н) = Перехід до наступного раунду. 
Застосовується тільки коли сезон ще не закінчений: 
(К) = Кваліфікований до раунду турніру; (КН) = Кваліфікований до турніру, але не до конкретного раунду; (Д) = Дискваліфікований з турніру.

## Результати
| Вдома \ В гостях1    | АРС | АСТ | БЛБ | БОЛ | ЧЕЛ | КОВ | ЕВЕ | ЛІД | ЛІВ | МС  | МЮ  | МІД | НЬЮ | НОТ | КПР | ШВД | САУ | ТОТ | ВГЮ | ВІМ |
| Арсенал              |     | 2–0 | 0–0 | 2–1 | 1–1 | 1–1 | 1–2 | 2–1 | 0–0 | 3–1 | 1–0 | 1–1 | 2–0 | 1–1 | 3–0 | 4–2 | 4–2 | 0–0 | 1–0 | 1–3 |
| Астон Вілла          | 1–1 |     | 2–0 | 1–0 | 0–1 | 4–1 | 1–0 | 3–0 | 0–2 | 0–1 | 3–1 | 0–0 | 1–1 | 1–1 | 4–2 | 3–2 | 3–0 | 2–1 | 1–1 | 2–0 |
| Блекберн Роверз      | 1–1 | 1–1 |     | 3–1 | 3–0 | 5–1 | 0–3 | 1–0 | 2–3 | 2–0 | 1–2 | 1–0 | 2–1 | 7–0 | 1–0 | 3–0 | 2–1 | 2–1 | 4–2 | 3–2 |
| Болтон Вондерерз     | 1–0 | 0–2 | 2–1 |     | 2–1 | 1–2 | 1–1 | 0–2 | 0–1 | 1–1 | 0–6 | 1–1 | 1–3 | 1–1 | 0–1 | 2–1 | 0–1 | 2–3 | 0–3 | 1–0 |
| Челсі                | 1–0 | 1–2 | 2–3 | 3–2 |     | 2–2 | 0–0 | 4–1 | 2–2 | 1–1 | 1–4 | 5–0 | 1–0 | 1–0 | 1–1 | 0–0 | 3–0 | 0–0 | 1–2 | 1–2 |
| Ковентрі Сіті        | 0–0 | 0–3 | 5–0 | 0–2 | 1–0 |     | 2–1 | 0–0 | 1–0 | 2–1 | 0–4 | 0–0 | 0–1 | 1–1 | 1–0 | 0–1 | 1–1 | 2–3 | 2–2 | 3–3 |
| Евертон              | 0–2 | 1–0 | 1–0 | 3–0 | 1–1 | 2–2 |     | 2–0 | 1–1 | 2–0 | 2–3 | 4–0 | 1–3 | 3–0 | 2–0 | 2–2 | 2–0 | 1–1 | 3–0 | 2–4 |
| Лідс Юнайтед         | 0–3 | 2–0 | 0–0 | 0–1 | 1–0 | 3–1 | 2–2 |     | 1–0 | 0–1 | 3–1 | 0–1 | 0–1 | 1–3 | 1–3 | 2–0 | 1–0 | 1–3 | 2–0 | 1–1 |
| Ліверпуль            | 3–1 | 3–0 | 3–0 | 5–2 | 2–0 | 0–0 | 1–2 | 5–0 |     | 6–0 | 2–0 | 1–0 | 4–3 | 4–2 | 1–0 | 1–0 | 1–1 | 0–0 | 2–0 | 2–2 |
| Манчестер Сіті       | 0–1 | 1–0 | 1–1 | 1–0 | 0–1 | 1–1 | 0–2 | 0–0 | 2–2 |     | 2–3 | 0–1 | 3–3 | 1–1 | 2–0 | 1–0 | 2–1 | 1–1 | 2–1 | 1–0 |
| Манчестер Юнайтед    | 1–0 | 0–0 | 1–0 | 3–0 | 1–1 | 1–0 | 2–0 | 1–0 | 2–2 | 1–0 |     | 2–0 | 2–0 | 5–0 | 2–1 | 2–2 | 4–1 | 1–0 | 2–1 | 3–1 |
| Мідлсбро             | 2–3 | 0–2 | 2–0 | 1–4 | 2–0 | 2–1 | 0–2 | 1–1 | 2–1 | 4–1 | 0–3 |     | 1–2 | 1–1 | 1–0 | 3–1 | 0–0 | 0–1 | 4–2 | 1–2 |
| Ньюкасл Юнайтед      | 2–0 | 1–0 | 1–0 | 2–1 | 2–0 | 3–0 | 1–0 | 2–1 | 2–1 | 3–1 | 0–1 | 1–0 |     | 3–1 | 2–1 | 2–0 | 1–0 | 1–1 | 3–0 | 6–1 |
| Ноттінгем Форест     | 0–1 | 1–1 | 1–5 | 3–2 | 0–0 | 0–0 | 3–2 | 2–1 | 1–0 | 3–0 | 1–1 | 1–0 | 1–1 |     | 3–0 | 1–0 | 1–0 | 2–1 | 1–1 | 4–1 |
| Квінз Парк Рейнджерс | 1–1 | 1–0 | 0–1 | 2–1 | 1–2 | 1–1 | 3–1 | 1–2 | 1–2 | 1–0 | 1–1 | 1–1 | 2–3 | 1–1 |     | 0–3 | 3–0 | 2–3 | 3–0 | 0–3 |
| Шеффілд Венсдей      | 1–0 | 2–0 | 2–1 | 4–2 | 0–0 | 4–3 | 2–5 | 6–2 | 1–1 | 1–1 | 0–0 | 0–1 | 0–2 | 1–3 | 1–3 |     | 2–2 | 1–3 | 0–1 | 2–1 |
| Саутгемптон          | 0–0 | 0–1 | 1–0 | 1–0 | 2–3 | 1–0 | 2–2 | 1–1 | 1–3 | 1–1 | 3–1 | 2–1 | 1–0 | 3–4 | 2–0 | 0–1 |     | 0–0 | 0–0 | 0–0 |
| Тоттенгем Готспур    | 2–1 | 0–1 | 2–3 | 2–2 | 1–1 | 3–1 | 0–0 | 2–1 | 1–3 | 1–0 | 4–1 | 1–1 | 1–1 | 0–1 | 1–0 | 1–0 | 1–0 |     | 0–1 | 3–1 |
| Вест Гем Юнайтед     | 0–1 | 1–4 | 1–1 | 1–0 | 1–3 | 3–2 | 2–1 | 1–2 | 0–0 | 4–2 | 0–1 | 2–0 | 2–0 | 1–0 | 1–0 | 1–1 | 2–1 | 1–1 |     | 1–1 |
| Вімблдон             | 0–3 | 3–3 | 1–1 | 3–2 | 1–1 | 0–2 | 2–3 | 2–4 | 1–0 | 3–0 | 2–4 | 0–0 | 3–3 | 1–0 | 2–1 | 2–2 | 1–2 | 0–1 | 0–1 |     |

Джерело: RSSSF
1Команда-господар записана у лівому стовпчику.
Кольори: Голубий = господар переміг; Жовтий = нічия; Червоний = гості перемогли.

## Статистика

### Бомбардири
| Місце | Гравець            | Клуб                | Голів |
| ----- | ------------------ | ------------------- | ----- |
| 1     | Алан Ширер         | «Блекберн Роверз»   | 31    |
| 2     | Роббі Фаулер       | «Ліверпуль»         | 28    |
| 3     | Лес Фердинанд      | «Ньюкасл Юнайтед»   | 25    |
| 4     | Двайт Йорк         | «Астон Вілла»       | 17    |
| 5     | Андрій Канчельскіс | «Евертон»           | 16    |
| 5     | Тедді Шерінгем     | «Тоттенгем Готспур» | 16    |
| 7     | Кріс Армстронг     | «Тоттенгем Готспур» | 15    |
| 7     | Іан Райт           | «Арсенал»           | 15    |
| 9     | Ерік Кантона       | «Манчестер Юнайтед» | 14    |
| 9     | Стен Коллімор      | «Ліверпуль»         | 14    |
| 9     | Діон Даблін        | «Ковентрі Сіті»     | 14    |

## Нагороди

### Щомісячні нагороди
| Місяць   | Тренер місяця    | Тренер місяця       | Гравець місяця     | Гравець місяця         |
| Місяць   | Тренер           | Клуб                | Гравець            | Клуб                   |
| -------- | ---------------- | ------------------- | ------------------ | ---------------------- |
| серпень  | Кевін Кіган      | «Ньюкасл Юнайтед»   | Давід Жинола       | «Ньюкасл Юнайтед»      |
| вересень | Кевін Кіган      | «Ньюкасл Юнайтед»   | Тоні Єбоа          | «Лідс Юнайтед»         |
| жовтень  | Френк Кларк      | «Ноттінгем Форест»  | Тревор Сінклер     | «Квінс Парк Рейнджерс» |
| листопад | Алан Болл        | «Манчестер Сіті»    | Роб Лі             | «Ньюкасл Юнайтед»      |
| грудень  | Рой Еванс        | «Ліверпуль»         | Роббі Фаулер       | «Ліверпуль»            |
| січень   | Рой Еванс        | «Ліверпуль»         | Стен Коллімор      | «Ліверпуль»            |
| січень   | Рой Еванс        | «Ліверпуль»         | Роббі Фаулер       | «Ліверпуль»            |
| лютий    | Алекс Фергюсон   | «Манчестер Юнайтед» | Двайт Йорк         | «Астон Вілла»          |
| березень | Алекс Фергюсон   | «Манчестер Юнайтед» | Ерік Кантона       | «Манчестер Юнайтед»    |
| квітень  | Девід Меррінгтон | «Саутгемптон»       | Андрій Канчельскіс | «Евертон»              |

### Нагороди за сезон
- «Гравцем року за версією ПФА» був названий Лес Фердинанд з «Ньюкасл Юнайтед».[2]
- Звання «Молодий гравець року за версією ПФА» вдруге поспіль отримав 21-річний нападник «Ліверпуля» Роббі Фаулер.[3]
- «Гравцем року за версією Асоціації футбольних журналістів» було визнано Еріка Кантону, французького нападника «Манчестер Юнайтед».
- «Тренером року англійської Прем'єр-ліги» став очільник команди-чемпіона Алекс Фергюсон.